# Proceso Legislativo en México
El Poder Legislativo mexicano, encarnado en la figura del Congreso General, es el órgano responsable de México, a través del procedimiento legislativo, de producir las normas legales que expresan la voluntad del pueblo mexicano y que se constituyen, en razón de su origen y procedimiento de elaboración, en las normas primordiales del ordenamiento jurídico mexicano, únicamente sometidas a la Constitución. El Congreso General, que se dividirá en dos cámaras, una de diputados y otra de senadores. De tal manera que el Congreso de la Unión se apoya en el principio del bicameralismo.

## Proceso
En el derecho mexicano, es frecuente distinguir tres etapas típicas de elaboración de la ley, a saber:
1) Fase de iniciativa;
2) Fase de discusión y aprobación por las Cámaras; y
3) Fase integradora de la eficacia.
A. Iniciativa
La Academia Española define a la iniciativa como “procedimiento
establecido en algunas constituciones políticas, mediante el cual interviene
directamente el pueblo en la propuesta y adopción de medidas legislativas;
como sucede en Suiza y en algunos Estados de Norteamérica”,13 noción un
poco alejada del sentido que en nuestro derecho tiene la iniciativa de ley, pero
debemos tener en cuenta que la Academia define sólo a la voz iniciativa, sin
tomar en consideración la particularidad de referirse a una ley o decreto.
Son múltiples y diversas las nociones que se han aportado de
iniciativa de ley,14 pero un concepto bastante conciliador y completo es
el establecido por Pericles Namorado, para quien la iniciativa de ley o
decreto “es la propuesta por medio de la cual se hace llegar al órgano
u órganos depositarios del Poder Legislativo del Estado, un proyecto
de ley, que puede ser nueva en su totalidad o ya existente pero que, por
circunstancias sobrevinientes necesita ser reformada o modificada por
adición, corrección o supresión de algunas de sus normas o un proyecto
de decreto”,15 sólo le agregaría que se trata de una propuesta-facultad,16
ya que sólo pueden hacerla quienes están legalmente facultados para ello.
Cabe anotar que para José Alfonso
…la iniciativa legislativa…, no se resume en el derecho de presentar
proyectos de ley al Poder Legislativo, es un momento culminante en la
actuación del poder político en el proceso de formación de las leyes. Es
ahí donde se da (sic) la intervención del poder en la predeterminación de
las normas jurídicas, en la formación escrita de las reglas de conducta, y
engloba una elección de las vías posibles difusas (sic) en el vivir social….
13 Real Academia Española, op. cit., p. 1168.
14 Véase Ortiz Arana, Fernando y Trejo Cerda, Onosandro, op. cit., pp. 129-132.
15
```
Namorado Urrutia, Pericles, "iniciativa de ley o decreto", en Berlín Valenzuela, Francisco (coord.),
```

op. cit., p. 501.
16 Aunque para Miguel Alejandro López Olvera la iniciativa no es sólo un derecho, “sino una obligación
de dichos órganos [a los que me refiero líneas adelante] para iniciar leyes, ya que estos son los representantes del pueblo, lo cual implica el conocimiento de las necesidades de los ciudadanos”. “El procedimiento Legislativo”, Concordancias. Estudios jurídicos y sociales, México, año 3, número 5, 1998, p. 151.
146
La iniciativa legislativa aparece así, como poder de elección de
intereses sociales a ser tutelados por el orden jurídico. De ahí su
connotación de acto político relevante, pues sólo a la función política
le cabe la elección libre e indiscriminada de las vías a seguir.17
En cuanto a quienes pueden iniciar leyes, el artículo 71constitucional
faculta al Presidente de la República, a los legisladores del Congreso de la
Unión y a las Legislaturas de los estados para presentar iniciativas, sin olvidar
que el inciso ñ) de la base primera del artículo 122 constitucional, faculta a la
Asamblea Legislativa del Distrito Federal para presentar iniciativas de leyes o
decretos en materias relativas al Distrito Federal, ante el Congreso de la Unión.
18
Al respecto, Felipe Tena Ramírez considera
…que la evolución legislativa depende en México únicamente de aquellos
funcionarios que la Constitución supone los más indicados para interpretar
las necesidades del país. Las demás autoridades se igualan a los particulares
por cuanto carecen de la facultad de iniciativa, inclusive la Suprema Corte
de Justicia de la Nación, órgano el más idóneo técnicamente para formular
ciertos proyectos de ley, pero que no tiene dicha facultad, por considerarse que
debe haber completa separación entre la función del juez, que es el intérprete
de la ley, y la de legislador, en la cual tiene cierta influencia el punto de vista
del autor de la iniciativa.19
Para concluir este apartado es preciso mencionar que, las iniciativas
pueden presentarse indistintamente en cualquiera de las dos Cámaras, con excepción
de los proyectos que versaren sobre empréstitos, contribuciones o impuestos, o sobre
reclutamiento de tropas, todos los cuales deberán discutirse primero en la Cámara
de Diputados (inciso H del artículo 72 constitucional).
B. Discusión
La discusión implica un estudio, análisis y deliberación de
un objeto o materia, por parte de dos o más sujetos, y en el caso que
17
```
Silva, José Alfonso da, op. cit., p. 96.
```

18 Aunque la iniciativa ciudadana no se encuentra contemplada por nuestra Carta Fundamental, el artículo
61 del Reglamento señala que toda petición de particulares, corporaciones o autoridades que no tengan
derecho de iniciativa, se mandará pasar directamente por el ciudadano Presidente de la Cámara a la
Comisión que corresponda, según la naturaleza del asunto de que se trate. Las Comisiones dictaminarán
si son de tomarse o no en consideración estas peticiones.
19
```
Tena Ramírez, Felipe, Derecho constitucional mexicano, 23ª ed., México, Porrúa, 1989, p. 285.
```

147
nos ocupa, se constituye como la segunda etapa del procedimiento
legislativo, a través de la cual cada una de las Cámaras del Congreso
deciden aprobar o rechazar las iniciativas de proyectos de ley o decreto.
Para Francisco Berlín “en la discusión se encuentra el ejercicio formal de una
de las funciones de la representación política como es la deliberativa; pues así
es como los integrantes de las asambleas examinan y evalúan las cuestiones
planteadas para tomar las resoluciones más adecuadas”.20 Y como elemento
central de la discusión encontramos al debate.
El debate de las iniciativas tiene una estructura establecida en cuanto
a las intervenciones, turnos, interpelaciones, etc.,21 para lograr orden en
la discusión parlamentaria, y con ello permitir la interlocución entre los
legisladores. Así, el debate parlamentario, generalmente, tiene características
comunes en cualquier reunión:
1. Apertura. Verificada la asistencia de los legisladores se informa que
hay quorum y se abre la sesión.
2. Orientación. Se explicitan en un orden del día, aprobado por la
asamblea, los temas que serán tratados. Asimismo se da lectura, y en
su caso se aprueba, el acta de la sesión anterior.
3. Objeto de la sesión. Se emprende la discusión de cada uno de los
dictámenes o temas que fueron aprobados en el orden del día.
4. Conclusión. Se someten a votación las propuestas presentadas en el
desarrollo del paso anterior.
5. Terminación. Se propone el orden del día de la próxima reunión y se
da por terminado el encuentro con la fórmula “se levanta la sesión”.22
Además, con base en el Acuerdo Parlamentario de la Conferencia
para la Dirección y Programación de los Trabajos Legislativos relativo al
Orden del Día de las Sesiones, las discusiones de los dictámenes y la operación del
Sistema Electrónico de Votación,
23 las discusiones deben guiarse de acuerdo a
los siguientes lineamientos (artículos vigésimo primero al vigésimo cuarto):
20
```
Berlín Valenzuela, Francisco, “discusión de proyectos de ley o decreto”, en Berlín Valenzuela, Francisco (coord.), op. cit., p. 361.
```

21Véase el Reglamento, artículos 95-134.
22 Hernández, Predro F. y Rayo Sankey García, María, “La relación Iglesia-Estado dialéctica y dialógica”,
en Cámara de Diputados, Enciclopedia parlamentaria de México, México, Miguel Ángel Porrúa-Cámara
de Diputados, LVI Legislatura, 2005, serie II. Léxico y discurso parlamentario, vol. II. La argumentación
parlamentaria, t. I. La argumentación parlamentaria (1982-1996), p. 148.
23
```
Gaceta Parlamentaria, Cámara de Diputados, número 1348-I, 9 de octubre de 2003.
```

148
a) Para que un asunto sea sometido a la discusión del Pleno debe mediar
el respectivo dictamen de la Comisión, salvo que se solicite que el
trámite sea de obvia o urgente resolución. En tales supuestos, la
iniciativa o proposición se someterá inmediatamente a la discusión
del Pleno, para lo cual los diputados deberán contar con el documento
en el que conste el asunto, que deberá estar publicado en la Gaceta
Parlamentaria, a excepción de aquellos cuya incorporación haya
solicitado la Junta de Coordinación Política como de obvia o urgente
resolución, después de que haya sido publicado el orden del día.
b) Se podrán dispensar de primera o segunda lectura los dictámenes
publicados, solamente cuando hayan sido distribuidos al menos antes
de que vayan a ser abordados en la sesión de que se trate y previa
consulta al Pleno en votación económica. En todo caso, la publicación
que se haga de los dictámenes al menos con 24 horas de anticipación,
surtirá los efectos del artículo 108 del Reglamento.24
c) Todo dictamen estará sujeto a discusión y votación en lo general y en
lo particular sólo sobre los artículos reservados. La Mesa Directiva
podrá acordar que la discusión en lo particular de un dictamen se
realice en la sesión inmediata siguiente a aquella en que se discuta
en lo general.
d) En la discusión en lo general de un dictamen podrá hacer uso de la
palabra para fijar su posición un orador por cada Grupo Parlamentario
en un tiempo no mayor de diez minutos.
En todo lo demás, la discusión del dictamen se ceñirá a lo que
señala el Reglamento (artículos 95 al 134), pudiendo la Mesa
Directiva, en consenso con los Coordinadores de los Grupos
Parlamentarios, determinar los términos del debate en cuanto
al número de oradores y tiempo de las intervenciones, de
conformidad con el artículo 20, numeral 2, inciso d) de la Ley
Orgánica del Congreso General de los Estados Unidos Mexicanos.
Además, se debe tener presente que las iniciativas se discutirán
preferentemente en la Cámara en que se presenten, a menos de que trascurra
un mes desde que se pasen a la comisión dictaminadora sin que esta rinda
dictamen, pues en tal caso el proyecto puede presentarse y discutirse en la
24
Tal precepto establece lo siguiente: “Siempre que al principio de la discusión lo pida algún individuo
de la Cámara, la Comisión Dictaminadora deberá explicar los fundamentos de su dictamen y aun leer
constancias del expediente, si fuere necesario; acto continuo, seguirá el debate”.
149
otra cámara (inciso I del artículo 72 constitucional).
Son muy diversas las reglas que pueden desprenderse de las normas
que reglamentan la discusión, ya sea en lo general o en lo particular, o bien,
para ambos tipos de discusión;25 sin embargo, he decidido no abundar más
en el particular.
C. Aprobación o rechazo
Una vez discutida la iniciativa, tanto en lo general como en lo
particular, llega el momento de calificarla, en sentido positivo o negativo, es
decir, aprobarla o rechazarla; pero la aprobación puede ser total o parcial.
Veamos ahora las diversas hipótesis:
1. El proyecto es aprobado en ambas cámaras, entonces se remite al
Ejecutivo, quien, en caso de no tener observaciones que hacer, lo
debe publicar inmediatamente.
2. Cuando el proyecto es rechazado en la cámara de origen, entonces
no se puede presentar de nuevo sino hasta el período de sesiones
siguiente.
3. En caso de que el proyecto sea aprobado por la cámara de origen,
pero rechazado totalmente por la cámara revisora, éste se devolverá
con las observaciones que le fueren hechas a la de origen, quien
puede aprobarla de nuevo, por la mayoría de los miembros presentes,
supuesto por el cual se regresará el proyecto a la cámara revisora para
su nueva revisión, y en caso de aprobarla será enviada al ejecutivo
para la sanción, pero si por el contrario, la revisora lo rechaza una
vez más, existirá la posibilidad de presentar el proyecto, pero hasta
el siguiente período de sesiones.
4. El proyecto aprobado por la cámara de origen, pero modificado,
adicionado o rechazado parcialmente por la revisora debe devolverse
a la de origen para que ésta discuta solamente la parte rechazada; en
la cámara de origen puede suceder: a) aprobar por mayoría absoluta
de votos las observaciones de la revisora; b) no estar de acuerdo
con las observaciones hechas, lo que implica el reenvío del proyecto
a la revisora para una nueva valoración, en caso de que la revisora
ya no insista en las consideraciones hechas, el proyecto se enviará
el ejecutivo; en caso contrario, si por una mayoría absoluta de los
25 Véase Ortiz Arana, Fernando y Trejo Cerda, Onosandro, op. cit., pp. 172-175.
150
presentes continúa con sus modificaciones, adiciones o rechazo
parcial, la posibilidad de volver a presentar el proyecto será hasta
el siguiente período de sesiones. Sin embargo, de presentarse el
último supuesto, las cámaras, por la mayoría de sus miembros
presentes, pueden acordar sea publicada la ley sólo con los artículos
aceptados.
La votación es un tema íntimamente vinculado con la aprobación
o rechazo del proyecto de ley o decreto, pues es ésta “la resolución que
expresa el legislador, ya sea positiva, ya negativa, en determinado asunto;
es la expresión formal de la voluntad”.26 Así, encontramos en nuestro país
tres tipos de votaciones,27 a saber: nominales, económicas y por cédula.28 La
primera consiste en ponerse de pie y decir en voz alta su apellido (y nombre,
en caso de ser necesario), además de la expresión sí o no, para manifestar su
aprobación o rechazo al proyecto; un secretario apuntará los votos a favor,
y otro los emitidos en sentido negativo; finalizada la votación pero antes del
cómputo, uno de los secretarios preguntará en voz alta si falta algún legislador
por votar, en caso de no faltar nadie, cada uno de los miembros de la mesa
directiva emitirá su voto; los secretarios y prosecretarios sumarán los votos,
y en la tribuna se leerán los nombres de los legisladores que aprobaron, y de
los que reprobaron, a continuación indicarán el número total de cada lista y
se publicará la votación.
En la votación económica los legisladores que aprueben la propuesta
se ponen de pie, manteniéndose sentados aquellos que la rechacen. La votación
por cédula es empleada para elegir personas, las cédulas se entregan al
Presidente de la Cámara, quien las colocará en una urna ubicada en la mesa.
Así, una vez concluida la votación, uno de los secretarios sacará las cédulas una
por una y las leerá en voz alta, con la finalidad de que otro secretario registre
los nombres de las personas que en ella aparecieren, además de la cantidad
de votos que a cada uno le tocaré; el Presidente y los secretarios restantes
revisarán las cédulas para señalar cualquier equivocación que adviertan; al
final se realizará el cómputo de votos y será publicado el resultado.
Como regla general se establece que todas las votaciones se verificarán por
26Moreno Collado, Jorge, “votación”, en Berlín Valenzuela, Francisco (coord.), op. cit., p. 1068.
27
```
Artículo 146 y siguientes del Reglamento.
```

28 Además existe el voto ponderado (artículos 27 y 35 de la Ley Orgánica del Congreso General), y el
voto nominal realizado a través del sistema de votación electrónica (artículos vigésimo quinto al vigésimo
octavo del Acuerdo Parlamentario relativo al Orden del Día de las Sesiones, las discusiones de los dictámenes y la operación del Sistema Electrónico de Votación).
151
mayoría absoluta, a no ser en aquellos casos en que la Constitución y este Reglamento
exigen las dos terceras partes de los votos (artículo 158 del Reglamento).
D. Sanción
Sanción “es el acto de adhesión del Jefe del Ejecutivo al proyecto de
ley aprobado por el Legislativo”.29 Puede ser de dos tipos: expreso o tácito.
“El primero ocurre cuando el Presidente de la República emite el acto de
sanción firmando el proyecto”.30
La sanción tácita se actualiza, en nuestro país, cuando trascurridos
diez días útiles siguientes a la recepción del proyecto de ley, el Ejecutivo
no devuelve, dentro de ese plazo, a la cámara de origen el proyecto con sus
observaciones, salvo que durante ese término el Congreso hubiese cerrado
o suspendido el período de sesiones, debiéndose, en tal caso, realizar la
devolución el primer día útil en que el Congreso se reúna. “Transcurrido
este plazo, el silencio del Presidente de la República entenderá sanción”.31
Pero puede presentarse, en lugar de la sanción, el veto; éste “es la
facultad que tiene el Presidente de la República para objetar, en todo o en
parte, mediante las observaciones respectivas, una ley o decreto que para su
promulgación le envía el Congreso”.32
Las finalidades del veto son:
a) Evitar la precipitación en el proceso legislativo, tratándose de
impedir la aprobación de leyes inconvenientes o que tengan vicios
constitucionales.
b) Capacitar al Ejecutivo para que se defienda contra la invasión y la
imposición del legislativo.
c) Aprovechar la experiencia y la responsabilidad del Poder Ejecutivo
en el procedimiento legislativo.33
El veto presidencial puede ser total o parcial, pues como establece
el inciso C del artículo 72 constitucional, el proyecto de ley o decreto desechado
en todo o en parte por el Ejecutivo…; sin embargo, en caso de ser discutido y
29 Silva, José Alfonso de, op. cit., p. 99.
30 Ídem.
31 Ibidem, p. 100.
32 Tena Ramírez, Felipe, Derecho constitucional…., p. 246.
33 Carpizo, Jorge, “veto presidencial”, en Carbonell, Miguel (coord.), op. cit., p. 591.
152
confirmado por las dos terceras partes del número total de votos, tanto de la
cámara de origen como de la revisora, el proyecto será ley o decreto y volverá al
Ejecutivo para su promulgación.
Pero existen, como señala Jorge Carpizo, disposiciones legislativas
que no son susceptibles de ser vetadas por el presidente:
a) las facultades exclusivas de cada una de las cámaras; b) las facultades
de la Comisión Permanente; c) las facultades del Congreso o de
alguna de las cámaras actuando como cuerpo electoral, de jurado o
ejercitando acusación; d) las facultades del Congreso reunido en
asamblea única; e) y conforme con la reforma de 1977, en el artículo
70 se señala que tampoco tiene la facultad de veto respecto a la ley que
regulará la estructura y el funcionamiento internos del Congreso.34
Además, en materia de reforma constitucional, el presidente no posee
la facultad de veto,
…porque: a) el artículo 72 de la Constitución se refiere únicamente
a las leyes o decretos de carácter federal, es decir, aquellas en que
interviene el Congreso de la Unión; b) las reformas constitucionales
son obra del poder revisor de la Constitución, órgano de jerarquía
superior al Congreso, ya que se encuentra ubicado entre el Poder
Constituyente y los poderes constituidos…, y no puede el presidente
vetar la resolución de un órgano superior.35
Ahora bien, a decir de Giovanni Sartori existen tres tipos de veto:
de bolsillo, parcial, y global.
El veto de bolsillo le permite a un presidente simple y sencillamente
negarse a firmar una ley (así llamado porque figurativamente pone el
documento en su bolsillo y se olvida intencionalmente de él). Es una
clase de veto definitivo, porque no puede evitársele. Si un presidente
elige no actuar, esto es, no formar una ley, es como si la propuesta
nunca hubiera existido y nadie puede hacer nada al respecto.
El veto parcial, al que también se llama en los Estados Unidos
el veto por párrafos o artículos…, le permite al presidente
34 Ibidem, p. 592.
35 Ídem.
153
modificar una ley eliminando partes de la misma, cancelando
disposiciones individuales –y ésta es una reformulación activa
de la ley–. Aunque el veto parcial puede ser anulado, es el
veto que los presidentes más necesitan y el que más desean.
El veto global… [permite] rechazar una ley en su totalidad. Pero
el veto global…puede anulársele, y a los presidentes se les obliga
a decidir si abandonan toda la propuesta o si la aceptan con
todos los añadidos logrolling36 que le hicieron los congresistas.37
E. Promulgación
La promulgación “es un acto autentificador que da cuenta de que el
Parlamento ha aprobado una determinada ley y certifica el contenido de la
misma”,38 esto es, “no pasa de mera comunicación a los destinatarios de la
ley, de que ésta fue creada con determinado contenido”,39 por lo tanto, “es un
simple requisito formal de la publicación de las leyes, un acto sin contenido
sustantivo propio”.40
El Presupuesto de Egresos de la Federación, y
La Cuenta Pública.
Los legisladores pueden presentar proyectos de ley o decreto sin más restricciones que respetar las materias reservadas al Presidente de la República. Es válido pensar en que la iniciativa legislativa pueda ejercitarse individualmente por cada uno de los parlamentarios y también presentarse proyectos de manera conjunta.
Todos los proyectos de ley o decreto pueden presentarse indistintamente en cualquiera de las cámaras, a elección del o de los proponentes, los cuales pasarán de inmediato a comisión para su revisión, estudio y dictamen, para que después las Cámaras las aprueben, modifiquen o rechacen.  Pero esta regla general encuentra dos excepciones, a saber:
los proyectos que versaren sobre empréstitos, contribuciones e impuestos; o bien
sobre reclutamiento de tropas, los cuales, por mandato constitucional (…) deberán discutirse primero en la Cámara de Diputados.
Para conocer de las incitativas de ley o decreto es necesario(…)  estar presentes la mitad más uno de los miembros de las cámaras. Finalmente hay que señalar que nuestra propia Norma Fundamental establece que si el proyecto de ley ha sido rechazado por la cámara de origen, el mismo no podrá presentarse en las sesiones de ese año.
El artículo 60 del Reglamento para el Gobierno Interior del Congreso General dictamina: 
Ninguna proposición o proyecto podrá discutirse sin que primero pase a la Comisión o Comisiones correspondientes y éstas hayan dictaminado. Sólo podrá dispensarse este requisito en los asuntos que por acuerdo expreso de la Cámara se calificaren de urgente o de obvia resolución.

## Reelección
En el 2013 se aprobó lo siguiente: 
Establece la posibilidad de reelección consecutiva para senadores hasta por dos periodos consecutivos y de los diputados federales hasta por cuatro periodos consecutivos, ambos se aplicarán a los legisladores electos en 2018.
La postulación para la reelección sólo podrá ser realizada por el mismo partido o por cualquiera de los partidos integrantes de la coalición que los hubiera postulado, salvo que hayan renunciado o perdido su militancia antes de la mitad de su mandato.
Las entidades federativas podrán establecer la elección consecutiva para presidentes municipales, regidores y síndicos, hasta por un periodo extra. La postulación sólo será por el mismo partido o alguno que lo haya postulado, o por la vía independiente, si así fue elegido la primera vez.
La reelección no será aplicable para aquellos diputados locales, presidentes municipales, regidores y síndicos que se encuentren en funciones a la entrada en vigor de este decreto."